# Brachymenium coarctatum
Brachymenium coarctatum là một loài Rêu trong họ Bryaceae. Loài này được Bosch & Sande Lac. mô tả khoa học đầu tiên năm 1860.